# The Adventurers (1970)
The Adventurers (bra: O Mundo dos Aventureiros) é um filme estadunidense de 1970, dos gêneros aventura e drama, dirigido por Lewis Gilbert, e estrelado por Charles Aznavour, Alan Badel, Candice Bergen, Thommy Berggren, Delia Boccardo, Ernest Borgnine, Rossano Brazzi, Olivia de Havilland, Bekim Fehmiu, Anna Moffo e Leigh Taylor-Young. O roteiro de Michael Hastings e Lewis Gilbert foi baseado no romance homônimo de 1966, de Harold Robbins, que foi vagamente inspirado na vida do diplomata dominicano Porfirio Rubirosa.
A trama retrata a história de um aventureiro que deixa Roma para se vingar de um policial que matou sua mãe no fictício país sul-americano de Corteguay.
A produção foi filmada na Europa e em partes da América do Sul. Lewis Gilbert fez o filme sob um contrato lucrativo que assinou com a Paramount após o sucesso de "Alfie". Ele chamou o filme de "a pior coisa que já fiz" e chegou a dizer que o livro era "impossível".

## Sinopse
Marcel Campion (Charles Aznavour), um playboy, decide viajar para Corteguay, um pequeno país sul-americano, onde seu pai foi assassinado. Lá, ele descobre que o presidente, antigo amigo de sua família e homem que foi colocado no poder por intermédio de seu pai, foi o responsável pela morte dele. Marcel, decidido a organizar uma verdadeira revolução, descobre da pior maneira possível que as coisas não são tão simples quanto ele imaginava.

## Elenco
- Charles Aznavour como Marcel Campion
- Alan Badel como Presidente Rojo
- Candice Bergen como Sue Ann Daley
- Thommy Berggren como Sergei Nikovitch
  - Carl Eklund como Sergei (jovem)
- Delia Boccardo como Caroline de Coyne
- Ernest Borgnine como Fat Cat
- Rossano Brazzi como Barão de Coyne
- Olivia de Havilland como Deborah Hadley
- Bekim Fehmiu como Dax Xenos
  - Loris Loddi como Dax (jovem)
- Anna Moffo como Dania Leonardi
- Leigh Taylor-Young como Amparo Rojo
  - Roberta Donatelli como Amparo (jovem)
- Christian Roberts como Robert
  - Anthony Hickox como Robert (jovem)
- Fernando Rey como Jaime Xenos
- Yorgo Voyagis como El Lobo
- John Ireland como James Hadley
- Jorge Martínez de Hoyos como El Condor
- Sydney Tafler como Coronel Gutierrez
- Yolande Donlan como Sra. Erickson
- Angela Scoular como Denisonde
- Milena Vukotic como April
- Ferdy Mayne como Vladislav Nikovitch
- Jacqueline Smith como Belinda
- Katharine Balfour como Soledad
- Allan Cuthbertson como Hugh
- Zienia Merton como Marisa Xenos
- Roberta Haynes como Irina Xenos
- Michael Balfour como Detetive
- Lois Maxwell como Mulher no Desfile de Moda

## Produção
Em 1963, a Embassy Pictures comprou os direitos de exibição do próximo romance de Harold Robbins por US$ 1 milhão, contratando John Michael Hayes para escrever o roteiro. Quando o romance foi oficialmente lançado em 1966, a Paramount Pictures promoveu a história com um sorteio, pedindo aos leitores que enviassem suas escolhas para a escalação do elenco, com os vencedores recebendo US$ 500.
Lewis Gilbert disse que a Paramount não queria nenhuma estrela já conhecida, apenas desconhecidos, já que os filmes com atores famosos estavam declinando. Ele disse que o filme "teve um elenco muito bom".
A fotografia principal do filme começou em 12 de abril de 1968, no Cinecittà, com outras locações sendo filmadas em Roma e Veneza. A produção foi seguida por 12 dias de filmagens na cidade de Nova Iorque e, em seguida, três meses de filmagens em Bogotá e Cartagena, ambas na Colômbia; e nos Andes.

### Trilha sonora
A trilha sonora foi composta pelo compositor de bossa nova Antonio Carlos Jobim. Das 12 canções do álbum, três delas, "Children's Games" (Chovendo na Roseira), "A Bed of Flowers For Sue Ann" (Sue Ann) e "Dax & Amparo-Love Theme" (Olha Maria), passaram a se tornar algumas das músicas de assinatura de Jobim. Essas canções foram ouvidas pela primeira vez nesta trilha sonora. A música suave e muitas vezes terna contrasta fortemente com a escuridão presente nos temas da história.
Uma canção rara da banda britânica Family chamada "Young Love" foi apresentada como faixa de apoio para um desfile de moda no filme. A faixa não aparece em nenhum CD da banda.

## Recepção
"The Adventurers" teve uma "pré-estreia aerotransportada" especial em 23 de fevereiro de 1970, como o entretenimento em voo do primeiro Boeing 747 Superjet da Trans World Airlines entre as cidades de Nova Iorque e Los Angeles, com as estrelas do filme e membros da imprensa a bordo. Foi a primeira vez que um filme e um avião estrearam no mesmo evento. As pré-exibições adicionais ocorreram em 4 de março de 1970, no DeMille Theatre, em Nova Iorque; e no Fox Village Theatre, em Westwood, na Califórnia. A versão da pré-estreia durou 205 minutos, e foi recebida negativamente pela imprensa e pelo público. A Paramount reeditou o filme inteiro um pouco antes de seu lançamento oficial, mas vários críticos, incluindo Pauline Kael e Joe Morgenstern, não foram convencidos a assisti-lo uma segunda vez. O lançamento oficial ocorreu em mais de 100 cinemas dos Estados Unidos em 25 de março de 1970.
Howard Thompson, em sua crítica para o The New York Times, afirmou: "Na tela, The Adventurers acaba sendo ainda mais maçante do que o romance best-seller de Harold Robbins". Arthur D. Murphy, da revista Variety, chamou-o de "um monumento clássico ao mau gosto ... marcado pela opulência produtiva e esbanjadora; direção inferior, imitativa e curiosamente antiquada; diálogo banal e ridículo; atuação abaixo do padrão, sem vida e embaraçosa;  música irritante; violência indulgente, gratuita e enfadonha; e sexo escandalosamente não erótico". Gene Siskel, do jornal Chicago Tribune, deu ao filme 1/4 estrelas, e escreveu: "The Adventurers não tem nada para recomendar. Não é erótico. Não é engraçado. É violento ao ponto da obscenidade, e é tanto a história de por que as empresas cinematográficas estão perdendo milhões quanto a história do romance best-seller de Harold Robbins".
Kevin B. Thomas, do Los Angeles Times, afirmou que o filme "é flagrante em seus empréstimos das manchetes mais sensacionalistas e nu em sua manipulação de emoções para os suscetíveis", e acrescentou que "Gilbert não é nada senão consistente: a atuação e o diálogo implacavelmente risível são uniformemente terríveis". Gary Arnold, do The Washington Post, escreveu: "Infelizmente, a versão cinematográfica de Lewis Gilbert do romance é bastante fiel à letra e ao espírito do original. Ele alterna do abate ao torpor, do sexo ao torpor, e de volta ao abate. Seja qual for o modo, as cenas são geralmente horríveis ou desajeitadas em seus próprios termos, e inúteis como pistas para eventos subsequentes ou os motivos dos personagens". O The Monthly Film Bulletin chamou-o de "um trabalho árduo de três horas que contém todos os clichês imagináveis de escrita e direção", e ainda comentou: "Este pode ser descrito como o filme com tudo; o problema é que é difícil imaginar alguém querendo alguma coisa dele".
Na década de 2000, as críticas consideraram "The Adventurers" divertido, como uma comédia não intencional. Em 2005, a produção foi listada no livro "The Official Razzie Movie Guide" como um dos "dez melhores filmes ruins de todos os tempos", com o autor John Wilson escrevendo que o filme "não tem nem mesmo um personagem, performance ou linha de diálogo crível. Mas tudo é feito com tanta sinceridade que é muito mais divertido do que esse mesmo material seria nas mãos de qualquer pessoa, exceto incompetentes". Paul Mavis, revisando o lançamento do filme em DVD pela Warner Archive, gostou de sua ousadia, afirmando que a produção é, "meio um trabalho falso de David Lean, meio uma história em quadrinhos escandalosa com sotaques engraçados e seios nus – e tudo isso em uma bagunça irresistível e frequentemente enlouquecedora". Mavis acredita que a mistura de política do Terceiro Mundo e jet set foi inspirada pelo diplomata internacional Porfirio Rubirosa.
Segundo il Morandini, o filme é "um melodrama aventureiro transbordando de sexo, violência, fogos de artifício, orgias e amores lésbicos".
Em 25 de junho de 2010, o diretor Lewis Gilbert disse no programa de rádio "Desert Island Discs", da BBC, que "The Adventurers" era "um filme grande, extenso e muito caro que foi um desastre. Eu nunca deveria tê-lo feito. É algo de que não me orgulho".

## Mídia doméstica
Em 12 de julho de 2005, a Paramount Home Entertainment lançou o filme pela primeira vez em DVD em ecrã panorâmico. A mesma empresa relançou o filme na Warner Archive Collection em 24 de setembro de 2013. O DVD foi editado e reclassificado, com cortes significativos nas cenas em que mulheres são estupradas e mortas por soldados.